# Lammassaari (ö i Norra Savolax, Inre Savolax, lat 62,56, long 27,42)
Lammassaari är en ö i Finland. Den ligger i sjön Kuvansi och i kommunen Suonenjoki i den ekonomiska regionen  Inre Savolax ekonomiska region  och landskapet Norra Savolax, i den centrala delen av landet, 290 km nordost om huvudstaden Helsingfors. Öns area är 3,5 hektar och dess största längd är 410 meter i nord-sydlig riktning.